# Kathleen Krekels
Kathleen Krekels, née le 5 juin 1968 à Deurne est une femme politique belge flamande, membre de N-VA. 
Elle est graduée en logopédie (1990) et bachelier enseignement primaire (2010).

## Carrière politique
- Conseillère communale à Schilde depuis 2013
  - échevine (depuis 2013)
- Députée flamande depuis le 25 mai 2014